# Jean-Hippolyte Michon

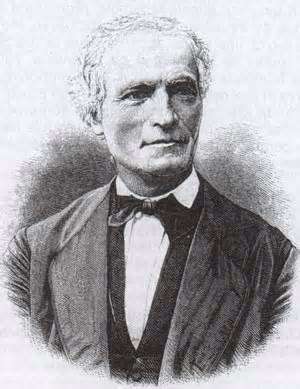
Jean-Hippolyte Michon

Jean-Hippolyte Michon (* 20. November 1806 in Laroche-près-Feyt, Département Corrèze; † 8. Mai 1881 in Baignes-Sainte-Radegonde im Département Charente; Pseudonym Abbé *** bzw. Abbé trois étoiles) war ein französischer Schriftsteller und Begründer der modernen Graphologie.

## Leben
Bekannt wurde Michon unter anderem als Autor des kirchlich indizierten Werkes De la rénovation de l'Église (1860). Unter dem heute nicht mehr geläufigen Pseudonym Abbé *** verfasste er populäre antiklerikale Werke, wie Le Maudit, La Réligieuse und Le Jésuite. In älteren Lexika wird der Abbé *** noch als eigenständige Person aufgeführt. Er „soll ein ehemaliger, zum Protestantismus übergetretener Trappist namens Leclerq sein, der als Pastor der wallonischen Gemeinde zu Hanau 1890 starb“, mutmaßt der Brockhaus von 1928.

## Werke
- Der Abbé *** [d. i. Jean Hippolyte Michon]: Der Beichtvater. Roman von dem Abbé ***, Verfasser des „Verfluchten“. Autorisirte Ausgabe. E. F. Steinacker, Leipzig 1866 (Übersetzung von August Diezmann)
- Der Abbé *** [d. i. Jean Hippolyte Michon]: Der Jesuit. Roman von dem Abbé ***, Verfasser des „Verfluchten“, der „Nonne“. Autorisirte Uebersetzung. E. F. Steinacker, Leipzig 1865 (Übersetzung von August Diezmann)
- Der Abbé *** [d. i. Jean Hippolyte Michon]: Der Mönch. Roman von dem Abbé ***, Verfasser des „Verfluchten“, der „Nonne“ und des „Jesuiten“. E. F. Steinacker, Leipzig 1865 (Übersetzung von August Diezmann)
- Der Abbé *** [d. i. Jean Hippolyte Michon]: Die Nonne Roman von dem Abbé *** ... E. F. Steinacker, Leipzig 1864 (Übersetzung von August Diezmann)
- Der Abbé *** [d. i. Jean Hippolyte Michon]: Der Verfluchte. Roman von dem Abbé ***. Autorisirte Ausgabe. E. F. Steinacker, Leipzig 1863 (Übersetzung von August Diezmann)
- Von einem katholischen Prälaten [d. i. Jean Hippolyte Michon]: Der Verfluchte. Zur Kennzeichnung der katholischen Hierarchie und des Jesuitenordens in der Gegenwart. Bureau für die Literatur des Auslands, Hamburg 1864 (deutsche  Übersetzung von Le Maudit).
- System der Graphologie (Herausgegeben und eingeleitet von [Rudolf] Pophal. ; Übersetzung nach der 11. franz. Aufl. von »Système de graphologie« durch Wanda von Dallwitz in Gemeinschaft mit dem Herausgeber. Mit 1 Abb. u. 128 Schriftproben) Reinhardt, München / Basel 1965; 2. Aufl. 1972